# كمبيل
بلدية قنبيل أو كمبيل (بالإسبانية: Cambil) (نقحرة: كامبيل) هي بلدية تقع في مقاطعة خاين التابعة لمنطقة أندلوسيا جنوب إسبانيا.

## الديموغرافيا
بلغ عدد سكان بلدية قنبيل 2.921 نسمة عام 2011 (وفقاً للمعهد الوطني للإحصاء الإسباني).
| 3.297 | 3.183 | 3.071 | 3.024 | 2.943 | 2.968 | 2.921 |